# TT50
TT50 — гробница фиванского некрополя Шейх Абд эль-Курна на западном берегу Нила, напротив Луксора. Место упокоения Неферхотепа — верховного жреца Амона и современника фараона Хоремхеба. Датируется ок. 1319—1292 годами до н. э. Содержит пример «Песни Арфиста».

## Описание
В гробнице указываются родственники владельца гробницы: братья жрецы Пареннефер и Хонсу-хотеп, отец Аменемонет, мать Тахат. Все они служили при храме Амона в Фивах. Реннут — дочь Неферхотепа изображена с цветами и фруктами в руках. Сын Паири был писцом в южном Гелиополе. Сцена поминовения предков повреждена, но сохранилось имя деда Неферхотепа — Яхмос.
Сцена, датируемая третьим годом правления Хоремхеба, рассказывает о призвании ко двору жреца Неферхотепа. Тот изображён с подарками (золото, серебро, притирания, ткани, хлеб, мясо, пироги). Рядом с фараоном стоит казначей, визирь и камергер Майя. Неферхотепа и его брата Пареннефера поздравляет их отец Аменемонет.

«Песнь Арфиста» из гробницы жреца Неферхотепа является примером древнеегипетской литературы, подвергающим сомнению существование загробной жизни. Первая песнь арфиста находится на стене первого зала и заканчивается словами: «То время, которое проводится на земле, — это сон, и говорят „добро пожаловать благополучным и невредимым тому, кто достиг Запада“». Два слепых арфиста изображены на стенах гробницы в сравнении с привычным единичным числом. В текстах говорится:
Говорит арфист жреца Амона Неферхотепа: «О, все почтенные знатные и девятка богов Владычицы жизни (то есть некрополя)! Слушайте совершение восхвалений этому жрецу, прославлений… Слушайте знатного, теперь, когда он стал богом, живущим вечно, возвеличенным в некрополе! Пусть будут они (восхваления) воспоминанием для потомков, для всякого, приходящего к (этой гробнице)...»